# Георги Златков (футболист)
Георги Златков, познат още като Бегача, е български футболист, халф и защитник.

## Ранни години
Георги е роден на 16 януари 1941 г. в Перник. Спортната му кариера започва с плуване. През 1955 става републикански шампион за юноши по плуване. Юноша е на „Миньор“. При мъжете е привлечен през 1959 година, а дебютът му е на 25 септември същата година срещу „Славия“ в София – 0:2. Още при дебюта си е изгонен за пръв и последен път в кариерата си. През 1960 г. е войник и в продължение на две първенства играе за „ЦСКА Септемврийско знаме“ (до 1961/62). След уволнението си през 1962 година се завръща в пернишкия „Миньор“. През 1963-та е приет за студент във ВИФ „Георги Димитров“, сега НСА, със специалност футбол и започва да играе в „Левски“, където играе 4 сезона, до 1967 година.
Трикратен шампион на България, два пъти с ЦСКА (1961, 1962) и веднъж с Левски (1965). Двукратен носител на Купата на Съветската армия (1961 с ЦСКА и 1967 с Левски). Златков е първия пернишки шампион с двата гранда. След завръщането си в Миньор играе до 1970 година.
През последната си състезателна година е играещ помощник-треньор на Миньор. В следващите години е треньор на „Миньор“ Перник, „Металург“ Перник, „Арда“ Кърджали и отбор от Кувейт. Дългогодишен директор на детско-юношеската школа на Миньор.
Умира на 7 ноември 2021 на 80 години.